# Mica sirenă
Mica sirenă (în daneză Den lille havfrue) este o bine-cunoscută poveste a scriitorului danez Hans Christian Andersen, care urmărește o tânără sirenă, dispusă să renunțe la viața ei în mare pentru a căpăta un suflet uman.
Lucrarea originală a fost obiectul mai multor analize ale unor cercetători precum Jacob Bøggild și Pernille Heegaard, precum și ale folcloristei Maria Tatar. Acestea au acoperit diverse aspecte ale poveștii, de la interpretarea temelor până la discutarea motivelor pentru care Andersen a ales să scrie o poveste tragică cu final fericit. 
A fost adaptată în diverse medii, inclusiv în teatru, anime, operă și film. Există, de asemenea, o statuie care o înfățișează pe sirenă în Copenhaga, Danemarca, unde povestea a fost scrisă și publicată pentru prima dată, în anul 1837.

## Rezumat
Mica Sirenă trăiește într-un regat subacvatic alături de tatăl ei văduv (Regele Mării), de bunica ei și de cele cinci surori mai mari, fiecare dintre ele născută la un an distanță. 
Când fata împlinește 15 ani, i se permite să înoate pentru prima dată la suprafață pentru a arunca o privire asupra lumii de sus. Ea urmărește o petrecere aniversară organizată pe o navă în cinstea unui prinț chipeș, și se îndrăgostește de el de la distanță. Apoi, o furtună violentă lovește nava, scufundând-o, iar Mica Sirenă îl salvează pe prinț de la înec. Ea îl aduce inconștient la țărm, lângă un templu. Aici, Mica Sirenă așteaptă până când o tânără femeie din templu și doamnele ei de companie îl găsesc. Spre disperarea ei, prințul nu o vede niciodată pe Mica Sirenă și nici nu-și dă seama că ea a fost cea care i-a salvat inițial viața.

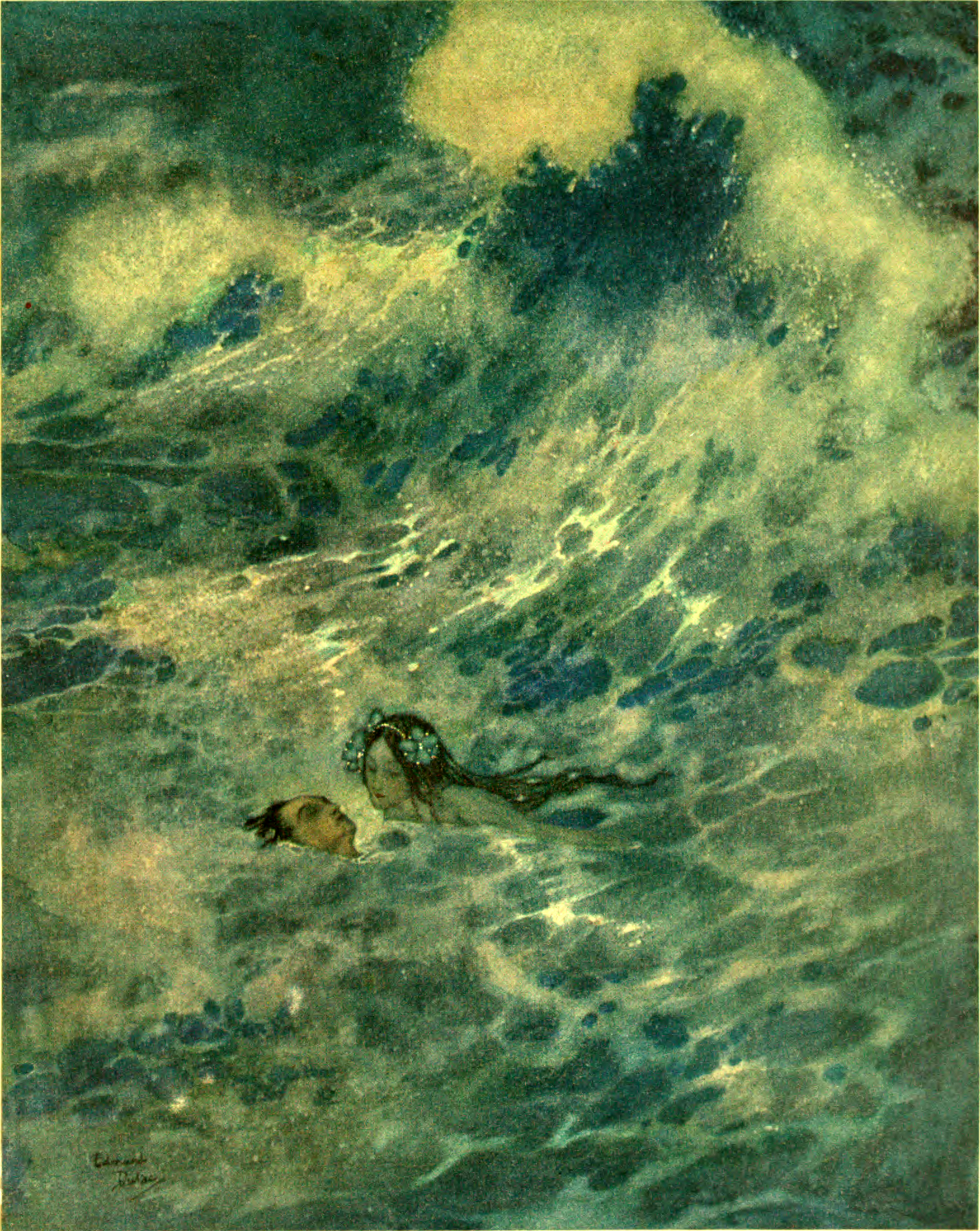
După ce îl salvează pe prinț, Mica Sirenă o vizitează pe Vrăjitoarea Mării.
Ilustrații de Edmund Dulac (1882–1953)</br>

Mica Sirenă, tânjind după prinț, o vizitează pe Vrăjitoarea Mării, care trăiește într-un ținut periculos al oceanului. Vrăjitoarea o ajută de bunăvoie, vânzându-i o poțiune care îi dă picioare, în schimbul vocii sale frumoase. Vrăjitoarea o avertizează pe Mica Sirenă că, odată ce va deveni om, nu se va mai putea întoarce niciodată în mare. În plus, ea va obține un suflet uman doar dacă va câștiga dragostea prințului și se va căsători cu el, căci atunci o parte din sufletul lui va curge în ea. În caz contrar, în zorii primei zile după ce el se va căsători cu altcineva, Mica Sirenă va muri cu inima frântă și se va dizolva în spumă de mare.
După ce este de acord cu aranjamentul, Mica Sirenă înoată până la suprafață, lângă castelul prințului și bea poțiunea. Simte băutura ca o sabie care îi străpunge corpul, și leșină pe țărm, goală. Este găsită de prinț, care este hipnotizat de frumusețea și grația ei. Curând, Mica Sirenă devine tovarășa preferată a prințului și îl însoțește în multe dintre ieșirile sale, dar acesta nu se îndrăgostește deloc de ea. Tânărul îi cere mâna fetei din templu, crezând că aceasta l-a salvat de la înec.
Cei doi își sărbătoresc căsătoria la bordul unei nave de nuntă, iar Mica Sirenă are inima frântă. Este disperată, gândindu-se la moartea care o așteaptă, dar înainte de ivirea zorilor, surorile ei ies din apă și îi aduc un pumnal pe care Vrăjitoarea Mării li l-a dat în schimbul părului lor lung și frumos. Dacă Mica Sirenă avea să-l ucidă pe prinț, ea va deveni din nou sirenă. Cu toate acestea, Mica Sirenă nu se poate hotărî să-și ucidă iubitul adormit. Trupul ei se dizolvă în spumă, dar, în loc să înceteze să mai existe, ea simte soarele cald, și descoperă că s-a transformat într-un spirit luminos și eteric, o fiică a aerului.

## Publicare
„Mica sirenă” a fost scrisă în 1836 și publicată pentru prima dată de C.A. Reitzel la Copenhaga, la 7 aprilie 1837, în prima colecție Basme povestite pentru copii (Eventyr, fortalte for Børn. Første Samling. Tredie Hefte. 1837). Povestea a fost republicată la 18 decembrie 1849 ca parte din Basme 1850 (Eventyr. 1850) și din nou la 15 decembrie 1862, ca parte a primului volum Basme și povestiri (Eventyr og Historier. Første Bind. 1862).

## Ecranizări
| Titlu                               | Titlul original                          | Regizor                   | Premiera | Note                  |
| ----------------------------------- | ---------------------------------------- | ------------------------- | -------- | --------------------- |
| Mica sirenă                         | Русалочка / Rusalocika                   | Ivan Aksenciuk            | 1968     | scurtmetraj, animație |
| Zâna apelor                         | Malá mořská víla                         | Karel Kachyňa             | 1976     | [ 5 ] [ 6 ]           |
| Mica sirenă                         | Русалочка / Rusalocika                   | Vladimir Bîcikov          | 1976     | [ 7 ] [ 8 ]           |
| Mica sirenă                         | The Little Mermaid                       | Ron Clements, John Musker | 1989     | animație              |
| Mica sirenă 2: Întoarcerea în mare  | The Little Mermaid II: Return to the Sea | Jim Kammerud              | 2000     | [ 10 ]                |
| Mica sirenă: Începuturile lui Ariel | The Little Mermaid: Ariel's Beginning    | Peggy Holmes              | 2008     | [ 11 ]                |
| Mica sirenă                         | The Little Mermaid                       | Rob Marshall              | 2023     | [ 12 ]                |